# Asian Kung-Fu Generation
Asian Kung-Fu Generation, auch Ajikan (アジカン) oder AKG, ist eine J-Rock-Band aus Japan, bestehend aus den Sängern und Gitarristen Kensuke Kita sowie Masafumi Gotō, Sänger und Bassisten Takahiro Yamada sowie Schlagzeuger Kiyoshi Ijichi.

## Bandgeschichte
1996 traf sich die Band das erste Mal an der Kanto-Gakuin-Universität. Für Gotō, Kita und Yamada war es die erste Band überhaupt. Ijichi trat der Band kurze Zeit später bei. Er hatte schon in einer anderen Band auf einem früheren College gespielt.
2000 veröffentlichte die Band ihr erstes unabhängiges Album mit sechs englischsprachigen Songs. Die CD wurde zu dem Zeitpunkt nur in Clubs, in denen sie spielten, und über das Internet verkauft. Im Jahr 2001 nahm die Band ihren ersten auf Japanisch geschriebenen Song Kona Yuki (粉雪, dt. Pulverschnee) auf und schickte die Aufnahmen an verschiedene independent-Radiosender. Ab 2001 hatte die Band dann regelmäßig Auftritte in Städten wie Shibuya, Shimokitazawa und Kichijo-ji.
2003 wurde das Album Hōkai Amplifier (崩壊アンプリファー) bei der Plattenfirma Ki/oon Records veröffentlicht, welches sich auf Platz 35. der Oricon-Charts positionieren konnte. Mit den Singles Mirai no Kakera (未来の破片) und Kimi to iu Hana (君という花) schafften sie den Durchbruch.
Ihr erstes richtiges Album, Tsunagi Five M (君繋ファイブエム) verkaufte sich über 25.000 Mal und landete auf Platz 5 der Oricon-Charts in der ersten Woche. Im Sommer 2003 spielte die Band auf Festivals wie dem Fuji Rock Festival, Rookie a Go Go und dem Summer Sonic in Tokio und Osaka. Im darauf folgenden Jahr gewann die Band bei den Space Shower Music Video Awards für ihr Musikvideo zu Kimi to iu Hana den Best New Artist Video Award und den Award für das beste Musikvideo. Im weiteren Verlauf des Jahres 2004 veröffentlichte die Band weitere Singles, darunter Rewrite (リライト), welches der Openingsong für den Anime Fullmetal Alchemist wurde sowie Haruka Kanata, der für Naruto verwendet wurde und After Dark für Bleach. Ihr nächstes Album Sol-fa (ソルファ) schaffte mit über 600.000 verkauften Kopien dann für zwei Wochen den Sprung an die Spitze der Charts.
2005 veröffentlichten AKFG eine DVD, die einen Monat die Nr. 1 in den Oricon-DVD-Charts war und spielte die Re:Re: tour. Außerdem beteiligten sie sich neben acht weiteren Bands am Nano-Mugen Festival. Mit erfolgreichen Albenveröffentlichungen startete die Band in das Jahr 2006 und ein weiteres Nano-Mugen-Festival, diesmal unter Beteiligung von 12 Bands, wurde absolviert. In diesem Jahr kam World Apart als erste Single die Charts.
Im Jahr 2009 wurde das Lied Shinseiki no Love Song herausgebracht. Es wurde auch später auf dem Album Magic Disk veröffentlicht. Immerhin wurde das Album 135.000 mal verkauft. 2010 kam die Single Maigoinu to ame no Beat heraus und wurde als Opening des Madhouse-Anime „The Tatami Galaxy“ verwendet.
Im Januar 2012 erschien das erste Best-Of-Album der Band namens Best AKG, worauf auch die 2011 veröffentlichte Single Marching Band (マーチングバンド) vorhanden ist. Die Band setzen sich nach dem Atomunglück in Fukushima aus dem Jahr 2012 für die Abschaltung dieser Kraftwerke ein. Am 4. November 2012 kam die Single Kakato de Ai wo Uchinarase (踵で愛を打ちならせ) in den Handel und ist damit eine der beiden Singleauskopplungen des Album Landmark. Die andere Auskopplung ist Sore Dewa, Mata Ashita (それでは、また明日). Dieses wurde als Ending des sechsten Naruto Shippuuden Films „Road to Ninja“ benutzt.
Die Band veröffentlichte am 26. Februar 2014 das Compilation-Album Feedback File 2 auf dem sich B-Seiten Songs ihrer Singles befinden die nach der ersten Ausgabe erschienen. Masafumi Gotō veröffentlichte bereits 2013 unter dem Künstlernamen Gotch die Single The Long Goodbye. Am 12. März 2014 erschien seine zweite Single Wonderland. Beide Songs sind auf dem am 30. April 2014 erscheinenden Debüt-Album (als Solo-Künstler) Can't Be Forever Young. 2014 geht Gotch auf Can't Be Forever Young-Tour.
Die Band meldete sich im März 2015 mit der Single Easter (復活祭) zurück. Ebenso brachte die Rockgruppe die Single Right Now zum Jahresanfang 2016 raus.
Am 13. Juni 2016 veröffentlichte die Gruppe die Single Blood Circulator (ブラッドサーキュレータ), welches ebenfalls als Opening des Anime Naruto Shippuden benutzt wurde. Ende des Jahres 2016 wurde eine Neuaufnahme der 2004 erschienenen Platte Sol-fa (ソルファ) veröffentlicht. Darauf enthalten ist eine Neuaufnahme des Liedes Rewrite (リライト), sowie von Re:Re:, welches bereits einige Monate zuvor als Opening-Theme zum Anime Erased benutzt worden war.
Es wurde angekündigt, dass der Theme-Song der Animefilmumsetzung Yoru wa Mijikashi Arukeyo Otome (夜は短し歩けよ乙女), welches am 29. März 2017 erschien, von Asian Kung-Fu Generation beigesteuert wird. Das Lied trägt den Namen Kouya wo Aruke (荒野を歩け). Die Novel wurde ebenfalls vom gleichen Novelschreiber wie von The Tatami Galaxy geschrieben.
Zum 20-jährigen Jubiläum wurde ebenfalls das Album AKG Tribute am selben Tag wie Kouya wo Aruke (荒野を歩け) veröffentlicht. Darauf befinden sich Covers von Asian Kung-fu Generation Albums. Unter anderem coverte auch die japanische Band KANA-BOON ein Song.

## Bandmitglieder

### Masafumi Gotō (後藤正文)
Masafumi Gotō (* 2. Dezember 1976 in Shimada, Präfektur Shizuoka) ist der Leadsänger, Rhythmusgitarrist und ist der Songschreiber von Asian Kung-Fu Generation. Er hat auch ein Musiklabel mit dem Namen „Only in Dreams“. Gotō tritt auch unter dem Namen „Gotch“ solo auf. Er produziert auch für andere Künstler wie zum Beispiel für Chatmonchy oder für The Chef Cooks Me. Er setzt sich seit 2012 auch aktiv für den Umweltschutz ein und spielt mit seiner Band und auch solo mehreren No Nukes Festivals mit. Ebenso ist er Chefredakteur der freien Zeitung The Future Times, welche er nach dem Atomunglück in Fukushima gegründet hat.

### Kensuke Kita (喜多 建介)
Kensuke Kita (* 24. Januar 1977 in Yokohama, Präfektur Kanagawa) ist der Leadgitarrist und Backgroundsänger von Asian Kung-Fu Generation. Er hat auch ein abgeschlossenes Studium in Wirtschaftswissenschaften. Kensuke Kita hat an ein paar Songs mitgeschrieben wie zum an Blue Train. Kita besitzt die Gitarren Gibson Les Paul Standard 1959 Reissue Faded Cherry und die Gibson ES-335 Historic1963 Block Reissue. Kita hatte auf der Single „World Apart“ die Möglichkeit das Lied „Uso to Wonderland“ und das Lied „Seaside Sleeping“, welches auf der Single Easter/Fukkatsusai erschienen ist, zu singen.

### Takahiro Yamada (山田 貴洋)
Takahiro Yamada (* 19. August 1977 in Fujinomiya, Präfektur Shizuoka) ist der Bassist und Backgroundsänger von Asian Kung-Fu Generation. Yamada hat ein abgeschlossenes Studium im Fachbereich Literatur. Er schrieb auch ein paar Lieder für Asian Kung-Fu Generation wie zum Beispiel „No Name“ oder er schrieb mit Masafumi Gotō auch an „Siren“ und „Re:Re:“

### Kiyoshi Ijichi
Kiyoshi ijichi (* 25. September 1977 in Kamakura, Präfektur Kanagawa) ist der Schlagzeuger von Asian Kung-Fu Generation. Er hat ein Studium in Architektur. Er ist das jüngste Mitglied der Gruppe. Er kann außerdem Klavier spielen. Ijichi gehört zu der Minderheit von japanischen Christen und spielt auch für die Band Phono Tones.

## Diskografie
Studioalben

| Jahr | Titel Musiklabel                            | Höchstplatzierung, Gesamtwochen, AuszeichnungChartsChartplatzierungen (Jahr, Titel, Musiklabel, Platzierungen, Wochen, Auszeichnungen, Anmerkungen) | Anmerkungen                                                     |
| Jahr | Titel Musiklabel                            | JP | Anmerkungen                                                     |
| ---- | ------------------------------------------- | --- | --------------------------------------------------------------- |
| 2003 | Kimi Tsunagi Five M Ki/oon Music            | JP5 Platin · (93 Wo.)JP | Erstveröffentlichung: 19. November 2003 Verkäufe JP: + 350.000  |
| 2004 | Sol-Fa Ki/oon Music und Tofu Records        | JP1 ×2Doppelplatin · (66 Wo.)JP | Erstveröffentlichung: 20. Oktober 2004 Verkäufe JP: + 630.000   |
| 2006 | Fanclub Ki/oon Music und Gan-shin           | JP3 Platin · (15 Wo.)JP | Erstveröffentlichung: 15. März 2006 Verkäufe JP: + 260.000      |
| 2008 | World World World Ki/oon Music              | JP1 Gold · (16 Wo.)JP | Erstveröffentlichung: 5. März 2008 Verkäufe JP: + 165.000       |
| 2008 | Surf Buganko Kamakura Ki/oon Music          | JP2 Gold · (12 Wo.)JP | Erstveröffentlichung: 26. November 2008 Verkäufe JP: + 100.000  |
| 2010 | Magic Disk Ki/oon Music                     | JP2 (17 Wo.)JP | Erstveröffentlichung: 23. Juni 2010 Verkäufe JP: + 135.000      |
| 2012 | Landmark Ki/oon Music                       | JP4 Gold · (14 Wo.)JP | Erstveröffentlichung: 12. September 2012 Verkäufe JP: + 120.000 |
| 2015 | Wonder Future Ki/oon Music                  | JP4 (14 Wo.)JP | Erstveröffentlichung: 27. Mai 2015                              |
| 2016 | Sol-fa 2016 Ki/oon Music                    | JP4 (9 Wo.)JP | Erstveröffentlichung: 30. November 2016                         |
| 2018 | Hometown Ki/oon Music                       | JP7 (13 Wo.)JP | Erstveröffentlichung: 5. Dezember 2018                          |
| 2022 | Planet Folks Ki/oon Music                   | JP12 (12 Wo.)JP | Erstveröffentlichung: 30. März 2022 Verkäufe JP: + 9.169        |
| 2023 | Surf Bungaku Kamakura Complete Ki/oon Music | JP5 (8 Wo.)JP | Erstveröffentlichung: 5. Juli 2023                              |